# Pierre Denis Pépin
Pierre Denis Pépin (1802 - 1876) fue un botánico y agrónomo francés. Fue Jefe de cultivos del Museo Nacional de Historia Natural de Francia, en París.

## Algunas publicaciones
- 1853. Société impériale et centrale d'agriculture. Rapport sur une note de M. Eugène Robert concernant l'emploi de la mousse humide pour détruire les limaces dans les jardins, par M. Pépin. - Notice sur le mélilot blanc appelé mélilot de Sibérie, sur sa culture, ses produits comme plante fourragère et ... (Sociedad Imperial y Central de Agricultura. Informe sobre una nota del Sr. Robert Eugene sobre el uso de espuma húmeda para matar babosas en el jardín, por el Sr. Pepin. - Nota sobre el meliloto blanco llamado meliloto de Siberia, su cultivo, sus productos y como forrajera ...) Ed. impr. de Mme Vve Bouchard-Huzard. 8 pp.
- 1853. Note sur les moyens à employer pour faire former de nouvelles flèches aux arbres verts résineux (Nota sobre el uso de emplear a nuevas brindillas de los árboles verdes resinosos). 8 pp.
- 1861. Note sur le nerprun purgatif (Rhamnus catharticus). 3 pp.
- 1863. Note sur un semis naturel de Pinus strobus sur le Salix capræa

### Libros
- 1841. Observations sur l'influence pernicieuse qu'ont eue le froid et la sécheresse de l'année 1840 sur les végétaux de toute espèce, cultivés à Paris et dans un rayon de trois à quatre myriamètres (Observaciones sobre la influencia perniciosa del frío y la sequía de 1840 en las plantas de todo tipo, cultivadas en París, en un radio de tres a cuatro miriámetros). Ed. impr. de Bouchard-Huzard. 16 pp.
- 1841. Observations sur la faculté que présentent certains végétaux de conserver long-temps leur puissance végétative, et de produire ensuite des racines et des bourgeons (Observaciones de la facultad que tienen algunas plantas para mantener su poder vegetativo largo, y luego producir raíces y brotes). 10 pp.
- 1844. Note sur les dimensions extraordinaires et la fleuraison considérable d'un pied de "Cactus speciossimus" Desf. 3 pp.
- augustin Legrand, pierre-denis Pépin (editor). 1848. Manuel du cultivateur de dahlias. Ed. Librairie agricole de la maison rustique, 2ª ed. 155 pp.leer
- 1854. Note sur la culture du ricin ("Ricinus communis", L.), par M. Pépin,... Ed. impr. de Guiraudet et Jouaust. 12 pp.
- 1867. Légumes et fruits. 68 pp.
- 1867. Légumes et fruits, à l'état frais (Las verduras y frutas, frescas). Ed. Paul Dupont. 32 pp.

## Honores
- Caballero de la Legión de Honor
- Del León y del Sol de Persia
- Miembro de la Sociedad Central de Agricultura de Francia

### Epónimos
- (Bromeliaceae) Pepinia Brongn. ex André[1]

- La abreviatura «Pépin» se emplea para indicar a Pierre Denis Pépin como autoridad en la descripción y clasificación científica de los vegetales.[2]